# Linia kolejowa 130 Szolnok – Hódmezővásárhely – Makó
Linia kolejowa Szolnok – Hódmezővásárhely – Makó – linia kolejowa na Węgrzech. Jest to linia jednotorowa, nie zelektryfikowana.